# Benidorm Fest
Benidorm Fest is een Spaanse muziekwedstrijd die wordt georganiseerd door de Spaanse publieke omroep Radiotelevisión Española (RTVE). De wedstrijd wordt gebruikt als preselectie voor Spanjes inzending voor het Eurovisiesongfestival. De competitie wordt georganiseerd in Benidorm, in het Palau Municipal d'Esports l'Illa de Benidorm.
De wedstrijd bestaat uit twee halve finales en één finale. De uiteindelijke winnaar wordt gekozen door zowel een jury als door het publiek. De winnaar van het eerste Benidorm Fest was Chanel, met het lied SloMo.

## Edities
| Jaar | Artiest       | Lied     | Eurovisiesongfestival | Eurovisiesongfestival |
| Jaar | Artiest       | Lied     | Plaats                | Punten                |
| ---- | ------------- | -------- | --------------------- | --------------------- |
| 2022 | Chanel        | SloMo    | 3                     | 459                   |
| 2023 | Blanca Paloma | Eaea     | 17                    | 100                   |
| 2024 | Nebulossa     | Zorra    | 22                    | 30                    |
| 2025 | Melody        | Esa diva | 24                    | 37                    |

1961 · 1962 · 1963 · 1964 · 1965 · 1966 · 1967 · 1968 · 1969 · 1970 · 1971 · 1972 · 1973 · 1974 · 1975 · 1976 · 1977 · 1978 · 1979 · 1980 · 1981 · 1982 · 1983 · 1984 · 1985 · 1986 · 1987 · 1988 · 1989 · 1990 · 1991 · 1992 · 1993 · 1994 · 1995 · 1996 · 1997 · 1998 · 1999 · 2000 · 2001 · 2002 · 2003 · 2004 · 2005 · 2006 · 2007 · 2008 · 2009 · 2010 · 2011 · 2012 · 2013 · 2014 · 2015 · 2016 · 2017 · 2018 · 2019 · 2020 · 2021 · 2022 · 2023 · 2024 · 2025